# Otto Wallin
Einar Otto Wallin, född 21 november 1990 i Sundsvall, är en svensk professionell boxare.

## Bakgrund
Otto Wallins far och en av hans äldre bröder har också boxats.  Wallin började boxas som amatör när han var femton år, innan dess hade han hållit på med bland annat fotboll och ishockey.

## Amatörboxning
Wallin vann sin första amatörturnering, svenska nybörjarmästerskapen. Därefter kom han in i svenska landslaget och blev rankad etta i tungvikt.[källa behövs] Hans resultat som amatörboxare var 34-12.

## Proffsboxning
Wallin gick sin första proffsmatch 2013 vid 22 års ålder. Genom sitt första proffsstall Saurland mötte Wallin Joey Gamache som har förblivit hans tränare.
14 september 2019 mötte Otto Wallin den brittiske boxningsstjärnan Tyson Fury på T-Mobile Arena i Las Vegas. WBO:s tungviktsbälte som var i Furys ägo stod dock inte på spel. Matchen inleddes trevande, men i tredje ronden slog Wallin upp ett djupt sår i Furys ena ögonbryn. Wallin tröttnade och var illa ute i de mellersta ronderna, men klarade sig utan att behöva ta räkning. Trots det var tolfte ronden Wallins bästa där han fick in flera bra träffar. Tre eniga domare tilldömde Fury segern med poängen 116–112, 117–111 och 118–110.
20 februari 2021 besegrade Wallin den erfarne amerikanen Dominic Breazeale med enhälligt beslut (117-111, 118-110, 116-112). Enligt CompuBox-statistik överträffade Wallin i denna match sin motståndare i antalet träffar med mer än två gånger - 232 mot 91.[källa behövs]

## Proffsmatcher[4]
| Datum             | Motståndare               | Plats                                            | Resultat                         |
| ----------------- | ------------------------- | ------------------------------------------------ | -------------------------------- |
| 20 februari 2021  | Dominic Breazeale         | Mohegan Sun Arena, Uncasville, Connecticut, USA  | Seger på UD i 12:e ronden        |
| 15 augusti 2020   | Travis Kauffman           | Mohegan Sun Arena, Uncasville, Connecticut, USA  | Seger på TKO i 5:e ronden        |
| 14 september 2019 | Tyson Fury                | T-Mobile Arena, Las Vegas, USA                   | Förlust på UD i 12:e ronden      |
| 13 april 2019     | Nick Kisner               | Boardwalk Hall, Atlantic City, USA               | NC efter 1:a ronden              |
| 21 april 2018     | Adrian Granat             | Gärdehov, Sundsvall, Sverige                     | Seger på UD i 12:e ronden        |
| 27 januari 2018   | Srdan Govedarica          | Arena Riga, Riga, Lettland                       | Seger på KO i 3:e ronden         |
| 22 april 2017     | Gianluca Mandras          | Sporthallen, Sundsvall, Sverige                  | Seger på TKO i 5:e ronden        |
| 3 december 2016   | Raphael Zumbano Love      | Arena Armeec, Sofia, Bulgarien                   | Seger på UD i 10:e ronden        |
| 10 september 2016 | Osborne Machimana         | Hovet, Stockholm, Sverige                        | Seger på UD i 8:e ronden         |
| 23 april 2016     | Irineu Beato Costa Junior | Johanneshov, Stockholm, Sverige                  | Seger på TKO i 3:e ronden        |
| 19 december 2015  | Samir Kurtagic            | Rosvalla Arena, Nyköping, Sverige                | Seger på UD i 6:e ronden         |
| 19 september 2015 | Vladimir Goncharov        | Rosvalla Arena, Nyköping, Sverige                | Seger på UD i 6:e ronden         |
| 20 juni 2015      | Oleksiy Mazikin           | Ballerup Super Arena, Ballerup, Danmark          | Seger på KO i 2:a ronden         |
| 2 maj 2015        | Beka Lobjanidze           | Frederiksberg Hallerne, Copenhagen, Danmark      | Seger på KO i 4:e ronden         |
| 14 mars 2015      | David Gegeshidze          | Ballerup Super Arena, Ballerup, Danmark          | Seger på TKO i 2:a ronden        |
| 12 december 2014  | Ivica Perkovic            | EWE-Arena, Oldenburg, Tyskland                   | Seger på TKO i 3:e ronden        |
| 29 november 2014  | Vjekoslav Bajic           | Falconer Centeret, Frederiksberg, Danmark        | Seger på TKO i 2:a ronden        |
| 30 augusti 2014   | Maksym Pedyura            | Gerry Weber Stadium, Tyskland                    | Seger på teknisk KO i 4:e ronden |
| 15 februari 2014  | Ladislav Kovarik          | MusikTeatret, Albertslund, Danmark               | Seger på teknisk KO i 4:e ronden |
| 25 januari 2014   | Ferenc Zsalek             | Hanns-Martin-Schleyer Halle, Stuttgart, Tyskland | Seger på poäng efter 4 ronder    |
| 23 november 2013  | Tomas Mrazek              | Stechert Arena, Bamberg, Bayern, Tyskland        | Seger på poäng efter 4 ronder    |
| 26 oktober 2013   | Gabor Farkas              | EWE-Arena, Oldenburg, Niedersachsen, Tyskland    | Seger på teknisk KO i 3:e ronden |
| 7 september 2013  | Valeri Semiskur           | Arena Nord, Frederikshavn, Danmark               | Seger på teknisk KO i 2:a ronden |
| 15 juni 2013      | Roman Cherney             | NRGi Arena, Århus, Danmark                       | Seger på KO i 1:a ronden         |